# تياغو كروز
تياغو كروز هو لاعب كرة قدم برتغالي، ولد في 5 يوليو 1995 في فيلا دو كوندي في البرتغال. لعب مع Sporting Clube de Braga/AAUM ‏.